# Igor' Leščuk
Igor' Alekseevič Leščuk (in russo Игорь Алексеевич Лещук;?; Mosca, 20 febbraio 1996) è un calciatore russo, portiere della Dinamo Mosca.

## Carriera

### Club
Cresciuto nelle giovanili della Dinamo Mosca, ha esordito in prima squadra il 10 maggio 2017 nel match vinto 3-0 contro il Sokol Saratov.

### Nazionale

#### Nazionali giovanili
Con la Nazionale Under-21 di calcio della Russia ha preso parte a un incontro di qualificazione al Campionato europeo di calcio Under-21 2019.

## Statistiche

### Presenze e reti nei club
Statistiche aggiornate al 15 febbraio 2017.
| Stagione        | Squadra         | Campionato      | Campionato | Campionato | Coppe nazionali | Coppe nazionali | Coppe nazionali | Coppe continentali | Coppe continentali | Coppe continentali | Altre coppe | Altre coppe | Altre coppe | Totale | Totale | Totale |
| Stagione        | Squadra         | Comp            | Pres       | Reti       | Comp            | Pres            | Reti            | Comp               | Pres               | Reti               | Comp        | Pres        | Reti        | Pres   | Reti   |        |
| --------------- | --------------- | --------------- | ---------- | ---------- | --------------- | --------------- | --------------- | ------------------ | ------------------ | ------------------ | ----------- | ----------- | ----------- | ------ | ------ | ------ |
| 2016-2017       | Dinamo-2 Mosca  | 2D              | 11         | -14        | CR              | 0               | 0               |                    | -                  | -                  |             | -           | -           | 11     | -14    |        |
| 2016-2017       | Dinamo Mosca    | 1D              | 1          | 0          | CR              | 0               | 0               |                    | -                  | -                  |             | -           | -           | 1      | 0      |        |
| 2017-2018       | Dinamo Mosca    | PL              | 0          | 0          | CR              | 1               | 0               |                    | -                  | -                  |             | -           | -           | 1      | 0      |        |
| Totale carriera | Totale carriera | Totale carriera | 12         | -14        |                 | 1               | 0               |                    | -                  | -                  |             | -           | -           | 13     | -14    |        |

## Palmarès

### Club
- PFN Ligi: 1

Dinamo Mosca: 2016-2017

### Nazionale
- Campionato d'Europa Under-17: 1

Slovacchia 2013